# John Dreyer

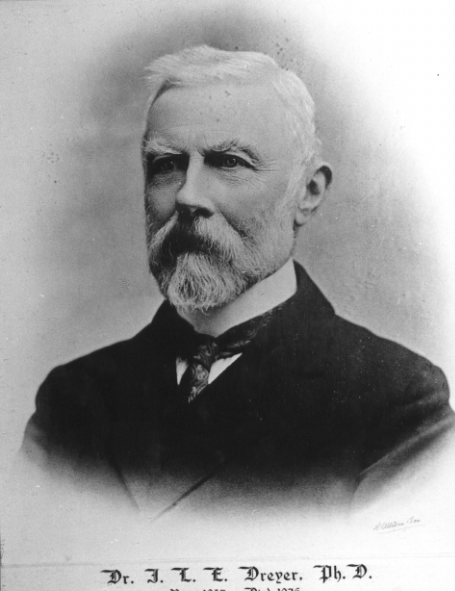
John Dreyer

John Louis Emil Dreyer (ur. 13 lutego 1852 w Kopenhadze, zm. 14 września 1926 w Oksfordzie) – irlandzki astronom pochodzenia duńskiego.

## Życiorys
Urodził się w Kopenhadze jako Johan Ludvig Emil Dreyer. W 1874 roku, w wieku 22 lat wyjechał do Irlandii (należącej wówczas do Zjednoczonego Królestwa Wielkiej Brytanii i Irlandii), aby pracować na zamku Birr Castle jako asystent Lawrence’a Parsonsa – syna i następcy Williama Parsonsa. W 1878 roku przeniósł się do Dunsink Observatory (w pobliżu Dublina), a w 1882 do Armagh Observatory w Armagh.
W 1888 roku opublikował New General Catalogue of Nebulae and Clusters of Stars (pełna nazwa Nowy katalog ogólny mgławic i gromad gwiazdowych, będący katalogiem sir Johna Herschela, zrewidowanym, poprawionym, i rozszerzonym). Sam odkrył 17 obiektów, które się w nim znalazły, za pomocą 72-calowego teleskopu z Birr Castle. Opublikował też dwa suplementy do tego katalogu – Index Catalogue (1895) oraz Second Index Catalogue (1908). Tylko jeden z zamieszczonych w tych suplementach obiektów został odkryty przez Dreyera (galaktyka IC 990). Oznaczenia obiektów z katalogu Dreyera NGC (New General Catalogue) oraz IC (Index Catalogue) są stosowane dotychczas.
Dreyer zajmował się także historią astronomii, opublikował m.in. biografię Tychona Brahe (1890): zgromadził oraz opublikował w 15 tomach wszystkie jego prace oraz korespondencję, a także opracowanie The History of the Planetary System from Thales to Kepler (1905).
W latach 1923–1925 był prezydentem Królewskiego Towarzystwa Astronomicznego.
Jego synem był admirał Frederic Charles Dreyer.

## Nagrody i wyróżnienia
W 1916 roku nadano mu Złoty Medal Królewskiego Towarzystwa Astronomicznego. Krater Dreyer na Księżycu został nazwany jego imieniem.